# Антилимфоцитен глобулин
Антилимфоцитен глобулин (ALG) е биологичен имуносупресор от антитела на други биологични видове (коне или зайци), който е насочен срещу човешките Т-клетки. Използва се за лечение на случаи на остро отхвърляне на трансплантирани тъкани и органи, особено бъбреци, но също и костен мозък, черен дроб и други. Ползва се и за лечение на миастения гравис, множествена склероза и склеродермия.
Антилимфоцитният глобулин спомага за удължаването на живота на присадката с поне една година, но може да причини нежелани странични ефекти, като треска, левкопения, анафилаксия, хипотония, дерматологични реакции и други.